# VR Bank Donau-Oberschwaben
Die VR Bank Donau-Oberschwaben eG ist eine genossenschaftliche Universalbank mit Geschäftssitz in Bad Saulgau im Landkreis Sigmaringen. Die VR Bank Donau-Oberschwaben eG gehört dem Baden-Württembergischen Genossenschaftsverband e.V. und darüber dem Bundesverband der Deutschen Volksbanken und Raiffeisenbanken an. Die Bank entstand im Jahr 2024 aus der Fusion der Volksbank Bad Saulgau eG mit der Volksbank Altshausen eG und der VR Bank Riedlingen-Federsee eG.

## Geschichte

### Fusion 2024
Rückwirkend zum 1. Januar 2024 fusionierte die Volksbank Bad Saulgau eG mit der Volksbank Altshausen eG und der VR Bank Riedlingen-Federsee eG. Die rechtliche Eintragung in das Genossenschaftsregister fand am 2. Oktober 2024 statt.
Die gemeinsame Bank firmiert nun unter dem Namen „VR Bank Donau-Oberschwaben eG“. Im Außenauftritt werden die bewährten Marken „Volksbank Altshausen“, „Volksbank Bad Saulgau“ sowie „VR Bank Riedlingen-Federsee“ fortgeführt.
Juristischer Sitz der neuen Bank ist Bad Saulgau und eingetragene Zweigniederlassungen befinden sich in Altshausen, Bad Saulgau und Riedlingen.
Die VR Bank Donau-Oberschwaben eG gehört mit rund 57.000 Mitgliedern, circa 100.000 Kundinnen und Kunden, 28 Filialen und einer Bilanzsumme von 3,2 Mrd. Euro (Stand 1. Januar 2024) zu den großen Volksbanken in Baden-Württemberg.
Die Raiffeisenbank Bad Schussenried-Aulendorf geriet wegen riskanter Immobiliengeschäfte in Schieflage und muss deshalb rückwirkend zum 1. Januar 2025 mit der VR Bank Donau-Oberschwaben fusionieren.

### Historie ehemalige Volksbank Altshausen eG
Am 18. März 1865 gründeten 34 Mitglieder des im Jahr zuvor entstandenen Gewerbevereins Altshausen den Vorschussverein Altshausen, dessen Satzung im Hotel Hirsch-Post unterschrieben wurde. Am 15. Juli 1865 wurde die Geschäftstätigkeit aufgenommen. Die erste Generalversammlung fand am 28. April 1866 statt.
Zum 1. Januar 1871 wurde die Umfirmierung in eine eingetragene Genossenschaft mit unbeschränkter Haftung vorgenommen. 1876 erfolgt die erste Währungsumstellung von Gulden zur Goldmark. Die Geschäfte liefen so gut, dass im Jahr 1882 die Bank wegen Geldüberflusses keine Gelder von Nichtmitgliedern mehr annahm. Erst ab dem 18. November 1898 durften Nichtmitglieder wieder Geld beim Vorschussverein anlegen. Nach dem Ende der Goldmark zu Beginn des Ersten Weltkrieges 1914, erfolgte im Jahr 1919 die erste große Änderung: In der Satzung des Vorschussvereins wurde die begrenzte Haftung eingeführt und dem Geldinstitut der Name Gewerbebank Altshausen gegeben.
Im Inflationsjahr 1923 erwirtschaftete die Bank 1.336 Billionen Mark Reingewinn, von denen nach Einführung der Reichsmark nichts mehr übrig blieb. Anlässlich des 75-jährigen Jubiläums im Jahre 1940 wurde die Satzung und der Firmenname in Volksbank Altshausen eGmbH geändert.
Mit der Währungsreform und dem Marshall Plan kam ein Aufschwung mit dem Wirtschaftswunder. Die Volksbank startete am 21. Juni 1948 mit einer Bilanzsumme von 682.000 DM und 47.000 DM Rücklagen. Am 1. Mai 1957 wurde eine Kassenstelle in Ebenweiler eröffnet. Nachdem die Bank mit Kaufvertrag vom 16. Mai 1961 das Grundstück Maigler am heutigen Standort erworben hatte, wurde im Mai 1964 mit dem Bau eines neuen Bankgebäudes begonnen. Nach fast 100 Jahren ohne festen Geschäftssitz wurde 1965 das Gebäude in der Hindenburgstraße bezogen.
1981 kam es zum ersten Zusammenschluss mit der Raiffeisenbank Blönried eG mit dem Sitz in Blönried, der Raiffeisenbank Ebenweiler eG mit dem Sitz in Ebenweiler, der Raiffeisenbank Fleischwangen mit dem Sitz in Fleischwangen und der Raiffeisenbank Ebersbach-Musbach eG mit dem Sitz in Ebersbach-Musbach.
1989 wurde das bestehende Gebäude in Altshausen erweitert. Als technische Neuheit wurde der erste Geldautomat in Betrieb genommen.
1993 erfolgte der Zusammenschluss mit der Raiffeisenbank Wilhelmsdorf eG mit dem Sitz in Wilhelmsdorf und 1998 mit der Raiffeisenbank Blitzenreute eG mit dem Sitz in Blitzenreute und der Raiffeisenbank Fronhofen eG mit dem Sitz in Fronhofen. Die ehemalige Raiffeisenbank Wilhelmsdorf eGmbH fusionierte zuvor im Jahr 1968 mit der Raiffeisenkasse Esenhausen eGmbH mit dem Sitz in Esenhausen und im Jahr 1969 mit der Raiffeisenkasse Hasenweiler eGmbH mit dem Sitz in Hasenweiler.
Im März 2023 wurde nach dreijähriger Bauzeit der Neubau der Hauptstelle mit dem Namen „Haus der Impulse“ bezogen. Das Gebäude ist in nachhaltiger Holz-Hybrid-Bauweise erstellt. Über den Holzbau wird eine möglichst hohe CO₂-Einsparung erreicht. Dazu kommt, dass bis zu 80 Prozent der Energie, die in diesem Haus verbraucht wird, über Geo-Thermie mit Wärmepumpe und einer Solaranlage mit Batteriespeicher erzeugt wird.

### Historie ehemalige Volksbank Bad Saulgau eG
Am 13. Juli 1869 wurde die älteste Filiale der Volksbank Bad Saulgau, die Gewerbebank Mengen, gegründet.
Im jetzigen Bad Saulgau wurde der Vorschussverein Saulgau zwei Jahre später von Bürgern und Kaufleuten aus der Taufe gehoben. Die heutige Volksbank Bad Saulgau entstand über Jahre und Jahrzehnte durch Fusionen aus 37 selbständige Volks- und Raiffeisenbanken. Die letzte Aufnahme war 2003 die Volksbank Mengen.
Eine große Änderung erfuhr die Bank 1940, als diese in „Volksbank Saulgau eGmbH“ firmierte. Der wirtschaftliche Aufschwung machte 1958 eine Modernisierung und Entwicklung des Bankgebäudes der Hauptstelle Saulgau notwendig. 1960 wurde die Filiale in Mochenwangen und 1961 in Herbertingen eröffnet. Im Mai 1967 zog die Aulendorfer Zweigniederlassung in das Gebäude Hauptstraße 63 ein. 1971 wird der Bankneubau in Mochenwangen bezogen.
1973 fusionierte die Volksbank Saulgau mit der „Raiffeisenbank Herbertingen-Marbach“. 1974 eröffnete die Stadtfiliale in der Gerhart-Hauptmann-Straße und im März 1977 wurde der Geschäftsbetrieb im neuen Bankgebäude am heutigen Standort Ecke Hauptstraße/Friedrichstraße in Saulgau aufgenommen. Im selben Jahr verschmolz die Volksbank Saulgau mit der „Raiffeisenbank Hundersingen-Beuren“. Im Juli 1981 schlossen sich die „Raiffeisenbank Großtissen-Moosheim“ und die „Raiffeisenbank Inneringen“ mit der Volksbank Saulgau zusammen. Als erste genossenschaftliche Bank in Oberschwaben nahm die Volksbank Saulgau in der Hauptstelle einen Geldausgabeautomaten in Betrieb. Im Juli erfolgte die Fusion mit der „Raiffeisenbank Bingen“. In Saulgau wurde im Herbst der Bankenerweiterungsbau fertiggestellt. 1988 fusionierte die Volksbank Saulgau mit der „Raiffeisenbank Laiz“ um deren Zweigstellen Inzigkofen, Vilsingen und Oberschmeien im Raum Sigmaringen. Im Jahr 1991 konnten zum ersten Mal mehr als 10.000 Mitglieder verzeichnet werden.
Die Fusion mit der „Volksbank Ostrach“ mit all ihren Filialen im November 1994 stellte eine große Erweiterung des Geschäftsgebietes für die Volksbank Saulgau dar. Das Geschäftsvolumen überschritt damit die Milliarden-DM-Grenze.
Im August 1997 kam es zur großen Fusion mit der „Hohentenger Bank“, die Mitgliederzahl der Volksbank Saulgau erhöhte sich schlagartig um 6.500. Im Herbst 1997 war die Bank erstmals unter „http://www.voba-saulgau.de“ im Internet vertreten.
Im Januar 1998 erfolgte die Fertigstellung und der Bezug des neuen repräsentativen Bankgebäudes in Aulendorf.
Nachdem die Mitglieder der „Raiffeisenbank Mengen-Scheer“ und „Raiffeisenbank Krauchenwies“ jeweils mit sehr hoher Mehrheit einer Fusion zugestimmt hatten, fusionierten 1999 beide Banken mit der Volksbank Saulgau. Ein Jahr darauf entschieden sich die Mitglieder der „Raiffeisenbank Sigmaringendorf“, denselben Schritt zu tun. 2000, als die Stadt Bad Saulgau das Prädikat „Bad“ bekommen hatte, änderte die Bank ihren Namen in „Volksbank Bad Saulgau“.
Eine weitere Erweiterung des Geschäftsgebiets fand am 1. Januar 2003 statt, als der Volksbank Bad Saulgau die Filialen in Mengen und Sigmaringen von der Ulmer Volksbank übertragen wurden. Im November 2004 wurde nach Renovierung das Beratungszentrum in Sigmaringen wieder eröffnet. 2005 wurden die Beratungszentren in Bad Saulgau und Mengen sowie 2006 in Aulendorf und Ostrach grundlegend saniert und modernisiert.
Von 2010 bis 2013 wurde die Hauptstelle in Bad Saulgau nach modernen energetischen Standards saniert und umgebaut.

### Historie ehemalige VR Bank Riedlingen-Federsee eG
Am 12. Januar 1873 fand die Gründungsversammlung der „Vorschussbank für den Oberamtsbezirk Riedlingen“ als eingetragene Genossenschaft statt. Die Vorschussbank, die als Selbsthilfe für Kaufleute, Handwerker und Kleingewerbetreibende gegründet wurde, nahm am 12. Februar 1873 den Geschäftsbetrieb im Hause des Kassiers J.F. Gröber in der Haldenstraße 6 auf. Dem Württembergischen Genossenschaftsverband mit damaligem Sitz in Ulm trat die Bank 1894 bei. Wilhelm Bröckel wurde 1902 als erster Lehrling eingestellt. Als Höhepunkt seiner Karriere war Bröckel von 1948 bis 1956 Direktor des Württembergischen Genossenschaftsverbandes sowie der Zentralkasse Württembergischer Volksbanken.
Die bisherige Vorschussbank änderte 1921 ihren Firmennamen in „Gewerbebank Riedlingen eGmbH“ und verlegte 1923 das Geschäftslokal in das Haus Martini in der Lange Straße 15. Die Bank änderte nun ihren Namen in „Gewerbe- und Landwirtschaftsbank Riedlingen eGmbH“. 1928 erstellte die Bank ein neues Bankgebäude am Platz der ehemaligen Kehle´schen Sägmühle an der Donaubrücke.
1941 erfolgte die Umfirmierung in „Volksbank Riedlingen eGmbH“.
Seit der Fusion im Jahr 1993 firmiert die Bank als „Volksbank-Raiffeisenbank Riedlingen eG“ und seit der Fusion im Jahr 2021 mit der Federseebank eG mit dem Sitz in Bad Buchau als VR Bank Riedlingen-Federsee eG.
Die ehemalige Federseebank fusionierte zuvor zuletzt im Jahr 2002 mit der Raiffeisenbank Oggelshausen eG mit dem Sitz in Oggelshausen. Zuvor fusionierte die Federseebank eGmbH mit dem damaligen Sitz in Alleshausen im Jahr 1970 mit der Spar- und Darlehnskasse Ahlen eGmbH mit dem Sitz in Ahlen.

Fusionen VR Bank Riedlingen-Federsee eG 1981 bis 2024
Die ehemalige Volksbank Riedlingen eG bzw. Volksbank-Raiffeisenbank Riedlingen eG hat sich durch folgende Fusionen zur Flächenbank im westlichen Landkreis Biberach entwickelt:
- 1981 Raiffeisenbank Dürmentingen-Burgau eG     mit dem Sitz in Dürmentingen
- 1991 Raiffeisenbank Altheim eG. mit dem Sitz     in Altheim
- 1992 Raiffeisenbank Uttenweiler eG mit dem     Sitz in Uttenweiler
- 1993 Raiffeisenbank Riedlingen eG mit dem Sitz     in Riedlingen und der Raiffeisenbank Dieterskirch eG mit dem Sitz in Dieterskirch
- 2000 Raiffeisenbank Langenenslingen eG mit     dem Sitz in Langenenslingen
- 2002 Raiffeisenbank Ertingen eG mit dem Sitz     in Ertingen
- 2005 Raiffeisenbank Unlingen eG mit dem Sitz     in Unlingen

Die ehemalige Raiffeisenbank Riedlingen eG. fusionierte 1978 mit der Raiffeisenbank Neufra eG mit dem Sitz in Neufra und anschließend im Jahr 1981 mit der Raiffeisenbank Daugendorf eG mit dem Sitz in Daugendorf und der Raiffeisenbank Zwiefaltendorf eG mit dem Sitz in Zwiefaltendorf
Im Jahr 1970 fusionierte die damalige Raiffeisenbank Unlingen eGmbH mit der Spar- und Darlehnskasse Hailtingen eGmbH mit dem Sitz in Hailtingen. Im gleichen Jahr fusionierte die Raiffeisenbank Uttenweiler eGmbH mit der Raiffeisenbank Betzenweiler eGmbH mit dem Sitz in Betzenweiler und im Folgejahr die Raiffeisenbank Langenenslingen eGmbH mit der Raiffeisenbank Wilflingen eGmbH mit dem Sitz in Wilflingen.
Die damalige Raiffeisenbank Dieterskirch eGmbH entstand im Jahr 1972 durch die Fusion der Raiffeisenbank Dieterskirch-Uigendorf eGmbH mit der Spar- und Darlehnskasse Sauggart eGmbH mit dem Sitz in Sauggart. Im Jahr 1981 fusionierte die Ertinger Bank eG. mit der Raiffeisenbank Binzwangen e.G. mit dem Sitz in Binzwangen zur Raiffeisenbank Ertingen eG.
Die Vertreterversammlung der VR Bank Donau-Oberschwaben eG beschloss am 27. Juni 2024 die Fusion mit der Volksbank Bad Saulgau eG und der Volksbank Altshausen eG, deren rechtliche Eintragung in das Genossenschaftsregister am 2. Oktober 2024 stattfand. Die gemeinsame Bank firmiert unter dem Namen „VR Bank Donau-Oberschwaben eG“.

## Rechtsverhältnisse
Die VR Bank Donau-Oberschwaben eG ist im Genossenschaftsregister beim Amtsgericht Ulm unter GNR 560001 eingetragen.

## Organisationsstruktur
Rechtsgrundlagen sind das Genossenschaftsgesetz und die durch die Vertreterversammlung beschlossene Satzung. Organe der Bank sind der Vorstand, der Aufsichtsrat und die Vertreterversammlung.

## Sicherungseinrichtung
Die VR Bank Donau-Oberschwaben eG ist der amtlich anerkannten Sicherungseinrichtung des Bundesverbandes der Deutschen Volksbanken und Raiffeisenbanken GmbH und der zusätzlichen freiwilligen Sicherungseinrichtung des Bundesverbandes der Deutschen Volksbanken und Raiffeisenbanken e.V. angeschlossen. Sie gehört ebenso dem Bundesverband der Deutschen Volksbanken und Raiffeisenbanken an.

## Geschäftsausrichtung
Die VR Bank Donau-Oberschwaben eG betreibt das Universalbankgeschäft. Im Verbundgeschäft arbeitet sie mit der DZ Bank, R+V Versicherung, Bausparkasse Schwäbisch Hall, Teambank, VR Smart Finanz, DZ Hyp, Münchener Hypothekenbank und der Union Investment zusammen.

## Geschäftsgebiet
Die VR Bank Donau-Oberschwaben unterhält an folgenden Orten 27 Filialen, bzw. Beratungszentren und neun SB-Einrichtungen:
| Alleshausen (Filiale mit Raiffeisenmarkt und Tankstelle)         |
| Altheim (Filiale)                                                |
| Altshausen (Beratungszentrum)                                    |
| Aulendorf (Beratungszentrum)                                     |
| Bad Buchau (Filiale sowie SB-Einrichtung)                        |
| Bad Saulgau (Hauptstelle sowie zwei SB-Einrichtungen)            |
| Bingen (SB-Einrichtung)                                          |
| Blitzenreute (Filiale)                                           |
| Dürmentingen (Filiale)                                           |
| Ebersbach-Musbach (Filiale)                                      |
| Ertingen (Filiale)                                               |
| Fronhofen (Filiale)                                              |
| Herbertingen (Filiale)                                           |
| Hohentengen (Filiale)                                            |
| Krauchenwies (Filiale)                                           |
| Laiz (SB-Einrichtung)                                            |
| Langenenslingen (Filiale)                                        |
| Mengen (Beratungszentrum sowie SB-Einrichtung)                   |
| Mochenwangen (Filiale)                                           |
| Oggelshausen (Filiale)                                           |
| Ostrach (Beratungszentrum)                                       |
| Pfullendorf (Filiale)                                            |
| Riedlingen (Beratungszentrum, Filiale sowie zwei SB-Einrichtung) |
| Sigmaringen (Beratungszentrum sowie SB-Einrichtung)              |
| Sigmaringendorf (Filiale)                                        |
| Tiefenbach (Tankstelle)                                          |
| Unlingen (Filiale)                                               |
| Uttenweiler (Filiale)                                            |
| Wilhelmsdorf (Filiale)                                           |